# Cercola
Cercola es un municipio italiano localizado en la ciudad metropolitana de Nápoles, región de Campania. Se ubica 9 km al noreste de Nápoles. Cuenta con 18.221 habitantes en 4,23 km².
El municipio de Cercola contiene la frazione (subdivisión) de Caravita.
Cercola limita con las siguientes comunas: Massa di Somma, Nápoles, Pollena Trocchia, San Sebastiano al Vesuvio y Volla.

## Demografía
| Gráfica de evolución demográfica de Cercola entre 1861 y 2001 |
|                                                               |
| Fuente ISTAT - elaboración gráfica de Wikipedia               |